# Ozero Tulumbay
Ozero Tulumbay är en saltsjö i Kazakstan. Den ligger i den norra delen av landet, 500 km nordväst om huvudstaden Astana. Arean är 0,78 kvadratkilometer.